# Зубочистка Перша
Зубочи́стка Перша (рос. Зубочистка Первая) — село у складі Переволоцького району Оренбурзької області, Росія.
Стара назва — Зубочистенський 1-й.

## Населення
Населення — 858 осіб (2010; 879 у 2002).
Національний склад (станом на 2002 рік):
- татари — 94 %